# Canon de 65 mm modèle 1902
Le canon de 65 mm modèle 1902 est un canon naval anti-torpilles construit au début du XXe siècle afin d'équiper les cuirassés et les croiseurs cuirassés de la Marine française.

## Utilisation
Le canon de 65 mm modèle 1902 est monté sur les cuirassés de la classe Liberté, ainsi que sur les croiseurs cuirassés Jules Michelet, Ernest Renan et ceux de la classe Edgar Quinet. Il arme aussi les contre-torpilleurs de 500 et 800 tonnes, de la classe Claymore à la classe Enseigne Roux.

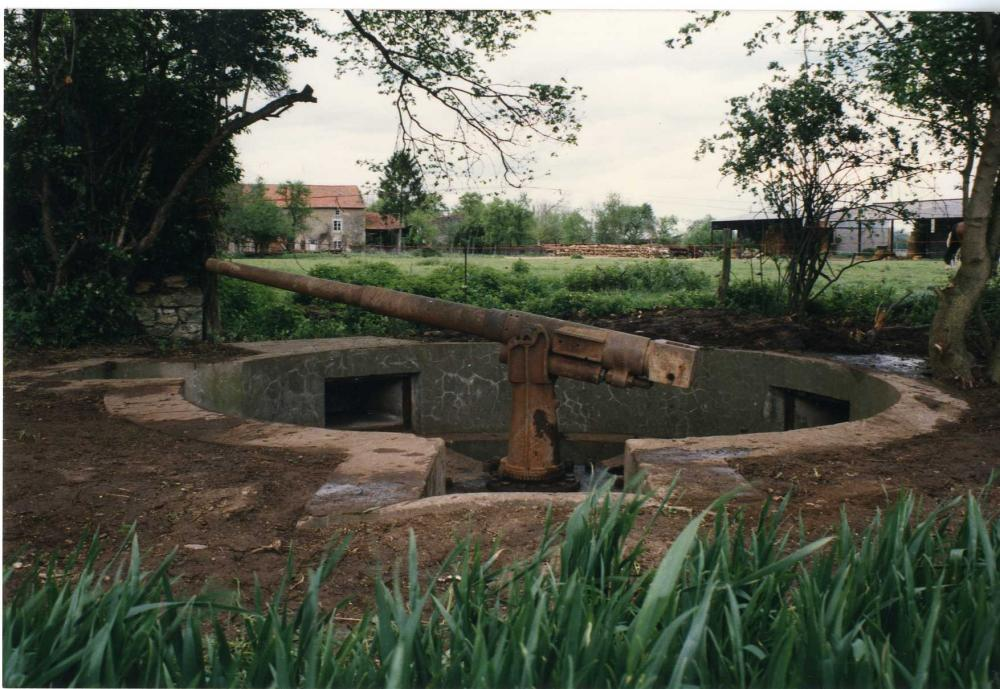
Canon de 65 mm modèle 1902 utilisé en antichar sur la ligne Maginot.

À partir de 1933 il est réformé de la marine, considéré comme inefficace contre les nouveaux blindages. Les canons démontés et les stocks de munitions sont alors cédés au ministère de la Guerre qui va s'en servir pour armer plusieurs forts de la ligne Maginot.